# 로랑 다항식
추상대수학에서 로랑 다항식(Laurent多項式, 영어: Laurent polynomial)은 어떤 형식적 변수의 음 또는 양의 거듭제곱을 단항식으로 하고, 유한 개의 단항식들로 구성된 다항식이다. 로랑 다항식들의 집합은 가환 및 쌍대가환 호프 대수를 이루며, 이는 다항식환의 국소화 또는 군환으로서 구성될 수 있다.

## 정의
임의의 가환환 {\displaystyle K}가 주어졌다고 하자. 로랑 다항식의 개념은 여러 가지로 정의될 수 있지만, 이 정의들은 모두 서로 동치이다.

### 가환환론적 정의
{\displaystyle K} 계수의 다항식환 {\displaystyle K[{\mathsf {x}}]}에서, {\displaystyle {\mathsf {x}}}로 생성되는 곱셈 부분 모노이드
{\displaystyle S=\{1,{\mathsf {x}},{\mathsf {x}}^{2},{\mathsf {x}}^{3},\dotsc \}\subseteq K[{\mathsf {x}}]}
를 생각하자. 이에 대한 국소화 {\displaystyle (K[{\mathsf {x}}])_{\mathsf {x}}}를 취할 수 있다. 이를 {\displaystyle K[{\mathsf {x}},{\mathsf {x}}^{-1}]}로 표기하며, {\displaystyle K} 계수의 로랑 다항식의 대수라고 한다.

### 군론적 정의
무한 순환군 {\displaystyle \langle {\mathsf {x}}\rangle }의 {\displaystyle K} 계수의 군환을 로랑 다항식의 대수라고 한다.
구체적으로, 편의상, 무한 순환군의 군 연산을 곱셈으로 표기하자. 즉,
{\displaystyle \langle {\mathsf {x}}\rangle =\{\dotsc ,{\mathsf {x}}^{-2},{\mathsf {x}}^{-1},1,{\mathsf {x}},{\mathsf {x}}^{2},\dotsc \}}
이다. 이 경우, 그 원소는
{\displaystyle p=\sum _{i\in \mathbb {Z} }p_{i}{\mathsf {x}}^{i}\qquad (p_{i}\in K)}
의 꼴이 된다.
군환의 일반적 성질에 따라서, 로랑 다항식의 대수는 호프 대수를 이룬다.

### 구체적 정의
{\displaystyle K} 계수의 로랑 다항식은 다음과 같은 형식적 다항식이다.
{\displaystyle p=\sum _{k\in \mathbb {Z} }p_{k}{\mathsf {x}}^{k}\qquad (p_{i}\in K)}
{\displaystyle |\{k\in \mathbb {Z} \colon p_{k}\neq 0\}|<\infty }
즉, 이는 형식적 변수 {\displaystyle {\mathsf {x}}}의 양 또는 음의 차수의 거듭제곱들의 항으로 구성된 다항식이며, 항의 수는 유한하다.
그 덧셈과 곱셈은 다음과 같다.
{\displaystyle p+q=\sum _{k\in {\mathsf {Z}}}(p_{k}+q_{k}){\mathsf {x}}^{k}}
{\displaystyle pq=\sum _{k\in \mathbb {Z} }\left(\sum _{i+j=k}p_{i}q_{j}\right){\mathsf {x}}^{k}}
이에 따라, 로랑 다항식들의 집합은 {\displaystyle K} 위의, 항등원을 갖는 가환 결합 대수를 이룬다. 이를 {\displaystyle K[{\mathsf {x}},{\mathsf {x}}^{-1}]}로 표기한다.

## 성질
체 {\displaystyle K}에 대하여, {\displaystyle {\mathsf {K}}[x,x^{-1}]}는 뇌터 가환환이다. 그러나 이는 아르틴 가환환이 아니다.

### 가역원
만약 {\displaystyle K}가 정역일 경우, {\displaystyle K[{\mathsf {x}},{\mathsf {x}}^{-1}]}의 가역원의 집합은 다음과 같다.
{\displaystyle \operatorname {Unit} (K[{\mathsf {x}},{\mathsf {x}}^{-1}])=\{a{\mathsf {x}}^{i}\in K[{\mathsf {x}},{\mathsf {x}}^{-1}]\colon a\in \operatorname {Unit} (K),\;i\in \mathbb {Z} \}}

### 값매김
임의의 가환환 {\displaystyle K}의 가역원 {\displaystyle u\in \operatorname {Unit} (K)}에 대하여, 다음과 같은 값매김 준동형(영어: evaluation homomorphism)이 존재한다.
{\displaystyle \operatorname {ev} _{u}\colon K[{\mathsf {x}},{\mathsf {x}}^{-1}]\to K}
{\displaystyle \operatorname {ev} _{u}\colon p\mapsto \sum _{i\in \mathbb {Z} }p_{i}u^{i}\in K}
이는 {\displaystyle K}-가환 결합 대수의 준동형이다.

### 미분
로랑 다항식환 위에는 다음과 같은 형식적 미분이 정의된다.
{\displaystyle {\frac {\mathrm {d} }{\mathrm {d} {\mathsf {x}}}}\colon K[{\mathsf {x}},{\mathsf {x}}^{-1}]\to K[{\mathsf {x}},{\mathsf {x}}^{-1}]}
{\displaystyle {\frac {\mathrm {d} }{\mathrm {d} {\mathsf {x}}}}\colon p\mapsto \sum _{i\in \mathbb {Z} }(i+1)p_{i+1}{\mathsf {x}}^{i}}

## 역사
‘로랑 다항식’이라는 용어는 피에르 알퐁스 로랑의 이름을 딴 것이며, 복소해석학에서 쓰이는 정칙 함수의 로랑 급수에 빗댄 것이다. 그러나 이름과 달리 로랑 급수는 일반적으로 무한 개의 음의 차수 단항식 및 무한 개의 양의 차수 단항식들을 가질 수 있으므로 일반적으로 로랑 다항식이 아니다.

## 같이 보기
- 존스 다항식